# Petus
Petus (en llatí: Paetus, literalment 'guenyo, borni') va ser un cognom romà portat per membres de diverses gens; originàriament, feia referència a una persona que tenia un defecte a l'ull (Plini el relaciona amb el terme strabo), però sense una desviació completa de la vista. Segons Ovidi, aquesta imperfecció era considerada atractiva, atès que l'adjectiu paetus es troba fins i tot com a qualificatiu de Venus.
La família més coneguda coneguda amb el cognom de Petus foren els Eli Petus, de la gens Èlia, entre els quals hi hagué personalitats cèlebres pels seus coneixements del dret romà. No obstant això, també fou portat per personatges d'altres famílies, com la gens Papíria i la gens Autrònia, entre d'altres.
Personatges destacats amb aquest cognom van ser:
| - Gens Èlia - Publi Eli Petus, cònsol el 337 aC - Luci Eli Petus, edil plebeu el 296 aC - Gai Eli Petus, cònsol el 286 aC - Quint Eli Petus, pontífex el 216 aC - Sext Eli Petus Catus, cònsol el 198 aC, fill de l'anterior - Publi Eli Petus, cònsol el 201 aC, germà de l'anterior - Quint Eli Petus, cònsol el 167 aC, fill de l'anterior | - Gens Autrònia - Publi Autroni Petus, cònsol el 65 aC - Luci Autroni Petus, cònsol sufecte el 33 aC, fill de l'anterior - Altres - Luci Castrini Petus, amic de Ciceró - Luci Papiri Petus, amic de Ciceró - Aulus Cecina Petus, senador romà, espòs d'Àrria la Major, condemnat a mort per Claudi el 42 dC - Publi Clodi Tràsea Petus, senador romà, gendre de l'anterior, condemnat a mort per Neró el 66 dC - Quint Articuleu Petus, pare i fill, cònsols el 78 i 101 dC - Gai Cesenni Pet o Luci Juni Cesenni Petus, cònsol l'any 61 dC |